# El Sobrante (comté de Contra Costa)
El Sobrante est une census-designated place (CDP) située dans le comté de Contra Costa, en Californie.